# Aleksiej Czegłakow
Aleksiej Nikołajewicz Czegłakow (ros. Алексей Николаевич Чеглаков; ur. 13 marca 1974 w Kirowie) – rosyjski, a od 2000 roku uzbecki zapaśnik w stylu klasycznym. Rozpoczynał karierę w reprezentacji Rosji, a od 2000 roku startował dla Uzbekistanu. Olimpijczyk z Aten 2004, gdzie zajął czternaste miejsce w kategorii 96 kg.
Trzykrotny uczestnik mistrzostw świata, piąty w 2003. Najlepszy w mistrzostwach Azji w 2001, trzeci w 2004. Złoto na igrzyskach azjatyckich w 2002. Drugi w Pucharze Świata w 1993 i 1996. Mistrz igrzysk wojskowych w 1999. Mistrz świata juniorów i kadetów.